# Strongylacidon intermedia
Strongylacidon intermedia är en svampdjursart som beskrevs av Burton 1934. Strongylacidon intermedia ingår i släktet Strongylacidon och familjen Chondropsidae.
Artens utbredningsområde är havet kring Australien. Inga underarter finns listade i Catalogue of Life.